# 꽃동네학교
꽃동네학교는 충청북도 음성군 맹동면에 위치한 지적장애아와 지체장애아를 위한 사립 특수학교이다.

## 학교 연혁
- 2001년 3월 15일: 개교

## 같이 보기
- 꽃동네
- 꽃동네대학교
- 가톨릭평화방송
- 한국의 로마 가톨릭교회

## 참고 자료
- 꽃동네학교 - 한국교육학술정보원 학교알리미